# Миколаївська церква (Дніпровокам'янка)
Свято-Миколаївська церква — втрачена пам'ятка архітектури, що існувала у селі Дніпровокам'янка Верхньодніпровського району.
Церква кам'яна, побудована коштом парафіян.
Єдиний престол в ім'я Святого Миколая.

## Історичні відомості
За даними на 1908 рік:
470 дворів в парафії, парафіян чоловічої статі — 1880, жіночої — 1945.
При церкві — школа грамоти.
Священник — Левицький Василь Гервасієвич, 54 роки, з нижчого відділу Катеринославської духовної семінарії, дружина та 12 дітей, священник — з 1896 року, в цій парафії — з 1901 року.
Псаломщик — Ластовицький Михайло Семенович, 25 років, закінчив курс у церковно-вчительській школі, холостий, псаломщик в цій парафії — з 1904 року.
До церковної парафії також відносились:
- село Олексіївка — за 6 верст: 2¾ двори в парафії, парафіян чоловічої статі — 11, жіночої — 9;
- село Гегелівка —  за 6 верст: 20¾ дворів в парафії, парафіян чоловічої статі — 83, жіночої — 96;